# كولوت

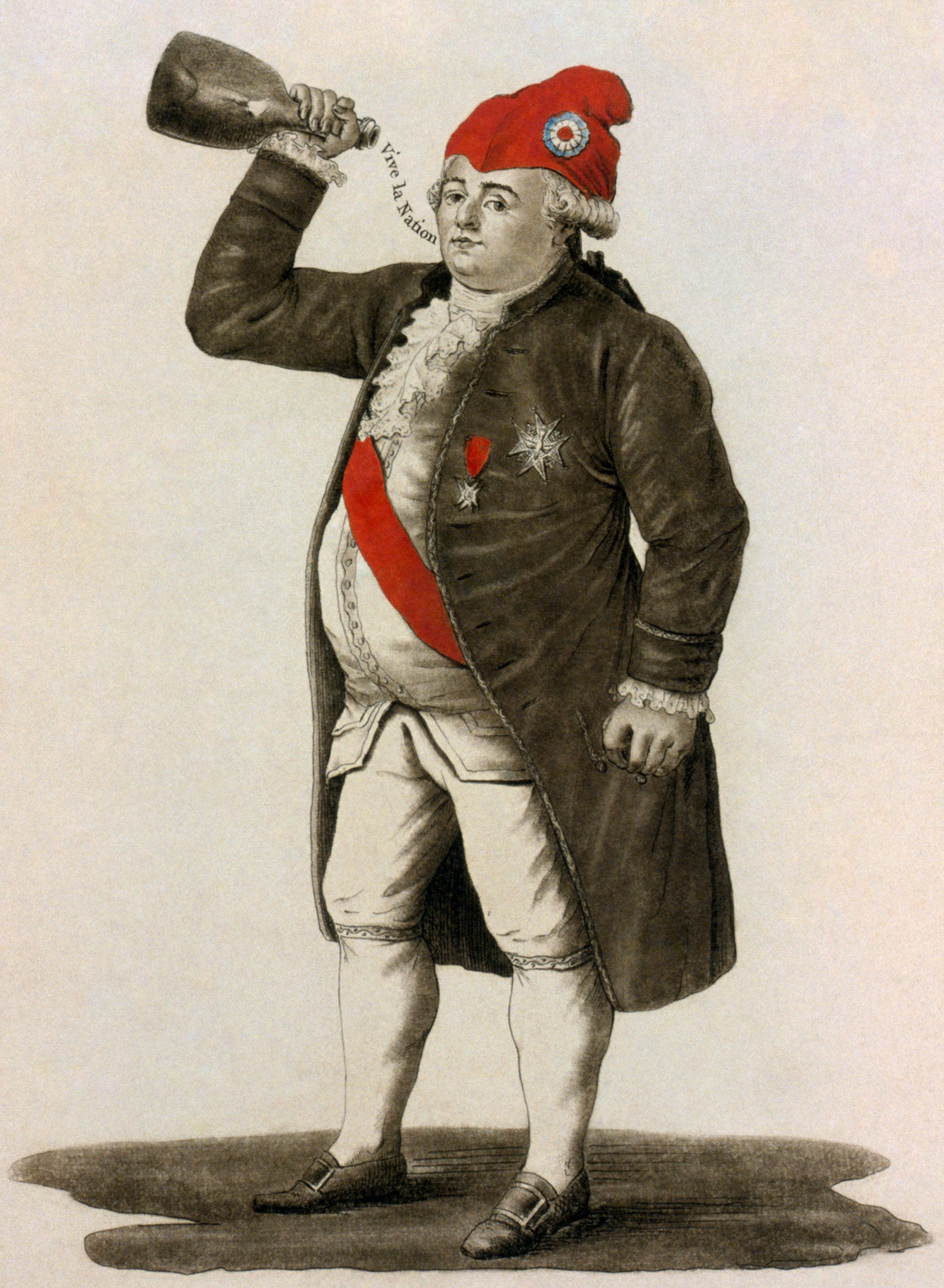
لويس السادس عشر ، يرتدي تنورة مشقوقة

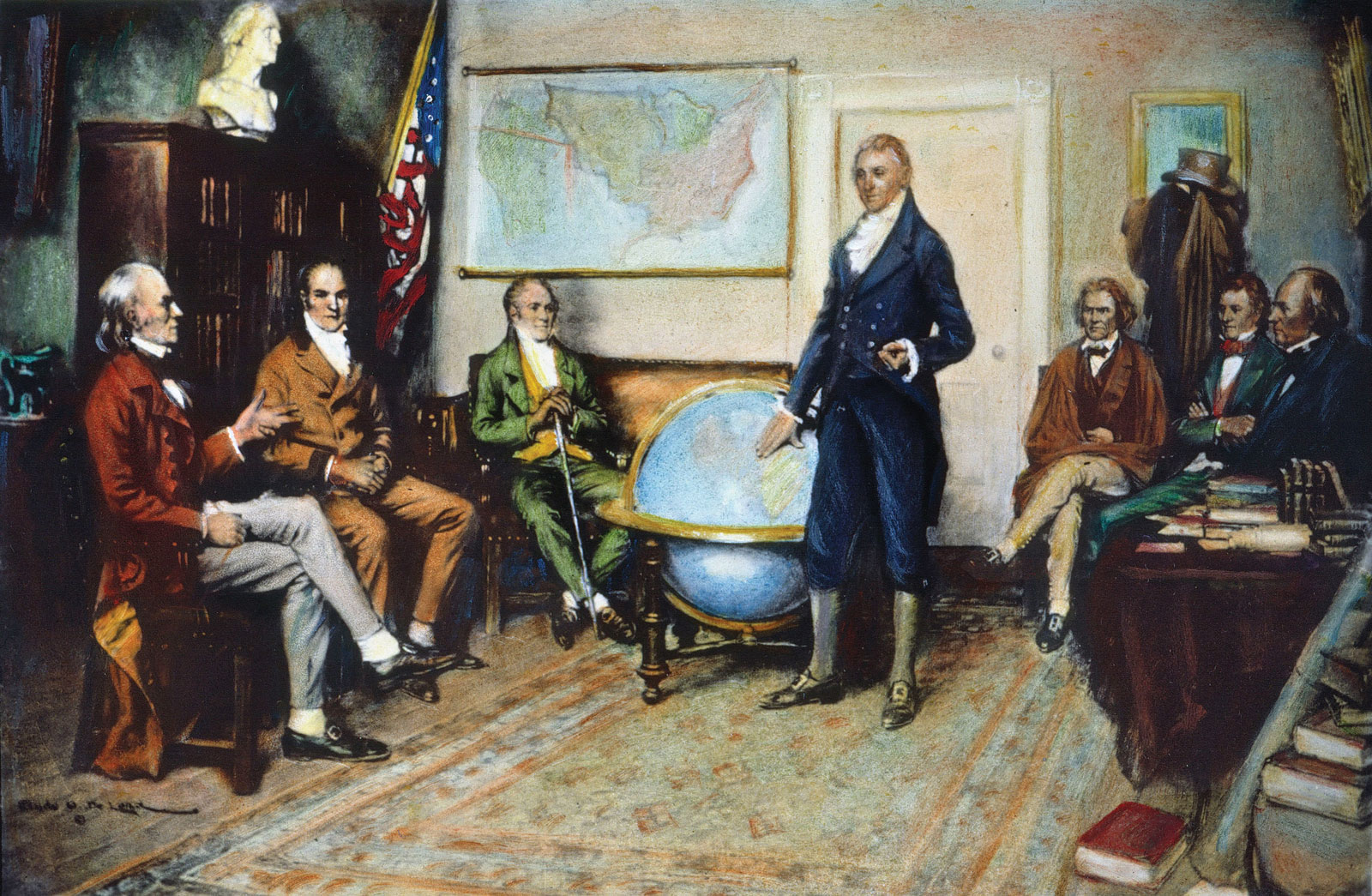
جِمس مُنرو آخر رئيس للولايات المتحدة ارتدى زيًا وفقًا لأسلوب أواخر القرن الثامن عشر مع وزارته في عام 1823. يرتدي الرئيس سروالاً للركبة وأمناؤه يرتدون سراويل طويلة.

التَّنُّورة المشقوقة أو الكُولُوت هي قطعة من الملابس تُرتدى في النصف الأسفل من الجسم. يمكن أن يشير المصطلح إلى التنانير المنقسمة أو الرُّكبيّ أو السراويل الداخلية للنساء.